# Выгларово
Выгларово (болг. Въгларово) — село в Болгарии. Находится в Хасковской области, входит в общину Хасково. Население составляет 701 человек (2008).
Выгларово находится в 8 км юго-западнее областного центра — города Хасково.

## История
До 1906 года село называлось Кюмюрджии, затем переименовано в Выгларево, а с 1956 года — Выгларово.
В 1985 году в Выгларово проживали 825 жителей.

## Политическая ситуация
В местном кметстве Выгларово, в состав которого входит Выгларово, должность кмета (старосты) исполняет Валентин Павлов Павлов (коалиция партий: партия «Родина», демократический союз «Радикалы») по результатам выборов.
Кмет (мэр) общины Хасково — Георги Иванов Иванов (коалиция партий: партия «Родина», демократический союз «Радикалы») по результатам выборов.